# Mildred Pope
Mildred Katherine Pope (Paddock Wood, Kent, 1872 – Garford, Oxfordshire, 16 de septiembre de 1956) fue una romanista británica, especialista en lengua y literatura anglonormanda. Fue de las primeras mujeres en obtener una plaza como docente en la Universidad de Oxford.

## Biografía
Mildred Pope fue hija de un pastor anglicano y a los nueve años fue enviada a la escuela Edgbaston High School, de Birmingham, hasta los dieciséis años. Después de pasar nueve meses en Leipzig, volvió a Gran Bretaña como profesora de escuela. Ejerció entre otras en su antigua escuela. A partir de 1891 estudió en el Somerville College de Oxford, uno de los primeros colegios femeninos de Oxford, fundado en 1879. Tras acabar los estudios, en 1893 hizo una estancia en Heidelberg, con Fritz Neumann, y ocupó a su regreso una plaza de bibliotecaria de su college (hasta 1899), y después fue Modern Language Tutor (hasta 1934) en el mismo Somerville College. En 1902 aprovechó un año sabático para estudiar en París con Gaston Paris y Paul Meyer y  redactó la tesis doctoral, que defendió en París en 1903, con el título Étude sur la langue de frère Angier, suivie d'un glossaire de ses poèmes, tesis presentada en la Facultad de Letras de la Universidad de París. Pero la universidad inglesa no le convalidó el título, porque no lo hacía con ninguna mujer; solo se superó esta etapa pasada la Primera Guerra Mundial.
El 1928 fue nombrada "reader" en la Universidad de Oxford, la primera mujer en ocupar este puesto. También fue vicerrectora de Somerville Collège en 1929. En 1934 pasó a la Universidad de Mánchester, como sucesora de John Orr. Allí fue la primera mujer profesora. También fue, en 1939, la primera mujer en recibir un doctorado "honoris causa" por una universidad francesa, la de Burdeos. Al jubilarse se retiró a vivir con sus hermanas en Garford, cerca de Oxford, hasta su muerte.
Hay que destacar que durante la Primera Guerra Mundial colaboró en la reconstrucción de Francia y también colaboró en el servicio de libros de la Cruz Roja durante la Segunda Guerra Mundial

## Obra
Pope fue maestra de medievalistas británicos, entre ellos Eugène Vinaver o Dominica Legge. También de Dorothy Sayers que la retrató en el personaje de Miss Lydgate de su novela Gaudy Night (1935). Su contribución más importante fue el estudio de la lengua y literatura anglonormanda. Fundó en 1937 el Anglo-Norman Text Society, una sociedad dedicada al estudio y publicación de textos anglonormandos. Ella misma publicó La Seinte Resureccion y Roman de Horn en la colección de la sociedad. Su contribución más importante fue From Latin to Modern French, with Especial Consideration of Anglo-Norman (Manchester: Manchester University Press, 1934; con ediciones revisadas y ampliadas en 1952 y 1956), que sigue siendo un clásico.

## Publicaciones
- (ed. con Eleanor C. Lodge) Life of the Black Prince, Oxford: Clarendon Press, 1910
- From Latin to modern French, with especial consideration of Anglo-Norman; phonology and morphology, Manchester, 1934
- (ed. con T. Atkinson Jenkins, J. M. Manly y Jean G. Wright) La seinte resureccion from the Paris and Canterbury mss, Oxford, Pub. for the Anglo-Norman Text Society, 1943
- The Anglo-Norman element in our vocabulary: its significance for our civilization, Manchester: Manchester University Press, 1944
- (ed.) The romance of Horn, 2 vols., Oxford: Pub. para la Anglo-Norman Text Society, 1955-64.